# Monachometra
Genre
Monachometra est un genre de crinoïdes de la famille des Charitometridae.

## Liste des espèces
Selon World Register of Marine Species (10 avril 2015) :
- Monachometra flexilis (Carpenter, 1888) -- Indonésie et Nouvelle-Guinée (~250 m de profondeur)
- Monachometra fragilis (AH Clark, 1912) -- Mer de Chine (110~700 m de profondeur)
- Monachometra kermadecensis McKnight, 1977 -- Australie et Nouvelle-Zélande (390~490 m de profondeur)
- Monachometra patula (Carpenter, 1888) -- Philippines et Australie (100~420 m de profondeur)
- Monachometra robusta (Carpenter, 1888) -- Pacifique ouest (150~520 m de profondeur)